# Список глав Мавритании
Список глав Мавритании включает лиц, являвшихся главой государства Мавритании со времени провозглашения в 1960 году независимости республики, пришедшей на смену французской заморской территории в Западной Африке.
В настоящее время главой государства является избираемый прямым голосованием на пятилетний срок (с правом однократного переизбрания) Президент Республики (араб. رئيس الجمهورية‎). В действующей конституции, принятой в 1991 году, посту президента посвящены статьи с 23 по 41, по которым президент является гарантом нормального и непрерывного функционирования государственных органов, национальной независимости и территориальной целостности, следит за сохранением и уважением национального суверенитета как внутри страны, так и за её пределами, является гарантом национального единства.
Использованная в первом столбце таблиц нумерация является условной; также условным является использование в первом столбце цветовой заливки, служащей для упрощения восприятия принадлежности лиц к различным политическим силам без необходимости обращения к столбцу, отражающему партийную принадлежность. Наряду с партийной принадлежностью, в столбце «Партия» также отражён беспартийный статус персоналий. В столбце «Выборы» отражены состоявшиеся выборные процедуры или иные основания получения полномочий. Для удобства список дополнен разделом «Обзор», призванным пояснить особенности политической жизни страны.

## Обзор
В 1903 году французские колонизаторы, обосновавшиеся на атлантическом побережье современного Сенегала ещё в XVII веке, провозгласили протекторат над Мавританией. В 1904 году протекторат был преобразован в гражданскую территорию. Границы современной Мавритании были определены франко-испанскими соглашениями 1900, 1904 и 1912 годов. Лишь к 1909 году французские власти смогли установить полный контроль над страной. В январе 1920 года территория была провозглашена колонией в составе Французской Западной Африки (колониального объединения). В 1946 году Мавритания получила статус заморской территории в рамках Французского союза, ей было предоставлено право сформировать местное собрание и представлять себя во французском парламенте. Появились первые политические партии, выступавшие за независимость Мавритании. В 1957 году в стране введён режим ограниченной автономии, а в 1958 году — предоставлен статус автономной Исламской Республики Мавритания (араб. الجمهورية الإسلامية الموريتانية‎; фр. République Islamique de Mauritanie) в рамках Французского сообщества. В 1959 году принята первая конституция страны. 28 ноября 1960 года была провозглашена государственная независимость Мавритании.
После провозглашения независимости исполняющим обязанности президента Мавритании стал премьер-министр Моктар ульд Дадда. В мае 1961 года принята новая Конституция Мавритании. В августе были проведены президентские выборы, на которых одержал победу ульд Дадда. В декабре все партии были объединены в Партию мавританского народа (ПМН). Правительство страны взяло курс на плановое ведение хозяйства и развитие горнодобывающей промышленности. В начале 1960-х годов при участии французского капитала началась разработка железорудных месторождений, а позже и залежей медной руды. Однако в 1974—1975 годах были национализированы все горнорудные предприятия. В ноябре 1975 года Мавритания подписала с Испанией и Марокко соглашение о временном трёхстороннем управлении над Западной Сахарой (испанской колонией), а после — её деколонизации. Однако попытка аннексировать область Рио-де-Оро натолкнулась на вооружённое сопротивление Фронта ПОЛИСАРИО, выступавшего за независимость Западной Сахары. Боевые действия в спорном (на Западную Сахару также претендовали Марокко и самопровозглашённая САДР) регионе негативно отразились на экономике Мавритании, дестабилизировали внутриполитическую ситуацию. В результате вооружённого переворота в июле 1978 года власть в стране перешла к Военному комитету национального возрождения во главе с полковником Мустафой ульд Мухаммедом Салехом, приостановившему действие Конституции и распустившему ПМН.
В апреле 1979 года был совершён новый переворот, распустивший Комитет национального возрождения и сформировавший с новым составом Военный комитет национального спасения также под председательством Мустафы ульд Салеха. В августе Комитет подписал соглашение с Фронтом ПОЛИСАРИО, в соответствии с которым Мавритания отказывалась от всех территориальных притязаний на Рио-де-Оро и выводила оттуда войска. Однако обстановка в стране оставалась напряжённой. Меры по либерализации экономики привели к инфляции национальной валюты и массовой безработице. В 1980 году произошёл вооружённый переворот, в результате которого к власти пришёл премьер-министр Мавритании Мухаммед Хуна ульд Хейдалла. В 1984 году был совершён очередной переворот во главе с Маауйей ульд Сидом Ахмедом Тайей, свергнувшим Хейдаллу и сформировавшим правительство, предпринявшее шаги к восстановлению экономики и решению продовольственной проблемы. В 1991 году был проведён референдум, принявший новую Конституцию, предусматривавшую введение многопартийной системы. В августе 2005 года Тайя был свергнут, а власть в стране перешла к Военному совету за справедливость и демократию во главе с полковником Эли ульд Мухаммедом Валлем.
Военный совет распустил парламент, приостановил действие Конституции и сформировал переходное гражданское правительство. В июне 2006 года в Мавритании прошёл референдум по вопросу о внесении поправок в Конституцию. Большинство проголосовавших высказалось за ограничение пребывания президента на посту двумя сроками. В марте 2007 года на президентских выборах одержал победу Сиди Мухаммед ульд Шейх Абдуллахи. Однако уже через год Абдуллахи был свергнут. К власти пришёл начальник Генштаба Вооружённых сил и президентской гвардии Мухаммед ульд Абдель-Азиз. В июне 2009 года в столице Мавритании при посредничестве Международной контактной группы политические силы страны подписали рамочное соглашение о восстановлении конституционной законности в Мавритании. На состоявшихся в июле выборах президентом был избран Абдель-Азиз, за которого проголосовали 52,6 % избирателей.

## Список
Курсивом и серым цветом выделены даты начала и окончания полномочий Мулайи ульд Мухаммеда Лагдафа, временно замещавшего Мухаммеда ульд Абдель-Азиза, находившегося на лечении во Франции.
|            | Портрет          | Имя (годы жизни)                                                                                                | Полномочия       | Полномочия                                    | Партия                        | Выборы | Наименование должности | Пр.           |
| Начало     | Портрет          | Имя (годы жизни)                                                                                                | Окончание        |                                               | Партия                        | Выборы | Наименование должности | Пр.           |
| ---------- | ---------------- | --- | ---------------- | --------------------------------------------- | ----------------------------- | --- | --- | ------------- |
| —          |                  | Моктар ульд Дадда (1924—2003) араб. المختار ولد داداه‎ фр. Moktar Ould Daddah                                    | 28 ноября 1958   | 23 июня 1959                                  | Партия мавританского собрания | [ комм. 1 ] | Председатель Правительственного совета фр. Président du Conseil du Gouvernement                                                                               | [ 4 ] [ 5 ]   |
| и. о.      | 23 июня 1959     | Моктар ульд Дадда (1924—2003) араб. المختار ولد داداه‎ фр. Moktar Ould Daddah                                    | 25 сентября 1961 | [ комм. 2 ]                                   | Партия мавританского собрания | Премьер-министр фр. Premier Ministre | | [ 4 ] [ 5 ]   |
| 1 (I—III)  | 25 сентября 1961 | Моктар ульд Дадда (1924—2003) араб. المختار ولد داداه‎ фр. Moktar Ould Daddah                                    | 10 июля 1978     | Партия мавританского народа                   | 1961                          | Президент Республики араб. رئيس الجمهورية‎ фр. Président de la République | | [ 4 ] [ 5 ]   |
| 1 (I—III)  | 25 сентября 1961 | Моктар ульд Дадда (1924—2003) араб. المختار ولد داداه‎ фр. Moktar Ould Daddah                                    | 10 июля 1978     | Партия мавританского народа                   | 1966                          | Президент Республики араб. رئيس الجمهورية‎ фр. Président de la République | | [ 4 ] [ 5 ]   |
| 1 (I—III)  | 25 сентября 1961 | Моктар ульд Дадда (1924—2003) араб. المختار ولد داداه‎ фр. Moktar Ould Daddah                                    | 10 июля 1978     | Партия мавританского народа                   | 1971                          | Президент Республики араб. رئيس الجمهورية‎ фр. Président de la République | | [ 4 ] [ 5 ]   |
| 1 (I—III)  | 25 сентября 1961 | Моктар ульд Дадда (1924—2003) араб. المختار ولد داداه‎ фр. Moktar Ould Daddah                                    | 10 июля 1978     | Партия мавританского народа                   | 1976                          | Президент Республики араб. رئيس الجمهورية‎ фр. Président de la République | | [ 4 ] [ 5 ]   |
| 2 (I—II)   |                  | Мустафа ульд Мухаммед Салех (1936—2012) араб. المصطفى ولد محمد السالك‎ фр. Mustapha Ould Mohamed Saleck          | 10 июля 1978     | 6 апреля 1979                                 | военный                       | [ комм. 5 ] | Председатель Военного комитета национального возрождения араб. رئيس اللجنة العسكرية للإنقاذ الوطني‎ фр. Président du Comité Militaire de Redressement National | [ 6 ] [ 7 ]   |
| 2 (I—II)   | 6 апреля 1979    | Мустафа ульд Мухаммед Салех (1936—2012) араб. المصطفى ولد محمد السالك‎ фр. Mustapha Ould Mohamed Saleck          | 3 июня 1979      | [ комм. 7 ]                                   | военный                       | Председатель Военного комитета национального спасения, глава государства араб. رئيس اللجنة العسكرية للخلاص الوطني، رئيس الدولة‎ фр. Président du Comité Militaire de Salut National, Chef de l'État | | [ 6 ] [ 7 ]   |
| 3          |                  | Мухаммед Махмуд ульд Ахмед Лули (1943—2019) араб. محمد محمود ولد أحمد لولي‎ фр. Mohamed Mahmoud Ould Ahmed Louly | 3 июня 1979      | 4 января 1980                                 | военный                       | Председатель Военного комитета национального спасения, глава государства араб. رئيس اللجنة العسكرية للخلاص الوطني، رئيس الدولة‎ фр. Président du Comité Militaire de Salut National, Chef de l'État | [ комм. 9 ] | [ 8 ] [ 9 ]   |
| 4          |                  | Мухаммед Хуна ульд Хейдалла (1940—) араб. محمد خونا ولد هيداله‎ фр. Mohamed Khouna Ould Haidalla                 | 4 января 1980    | 12 декабря 1984                               | военный                       | Председатель Военного комитета национального спасения, глава государства араб. رئيس اللجنة العسكرية للخلاص الوطني، رئيس الدولة‎ фр. Président du Comité Militaire de Salut National, Chef de l'État | [ комм. 11 ] | [ 8 ] [ 10 ]  |
| 5 (I—IV)   |                  | Маауйя ульд Сид Ахмед Тайя (1941—) араб. معاوية ولد سيد أحمد الطايع‎                                             | 12 декабря 1984  | 18 апреля 1992                                | военный                       | Председатель Военного комитета национального спасения, глава государства араб. رئيس اللجنة العسكرية للخلاص الوطني، رئيس الدولة‎ фр. Président du Comité Militaire de Salut National, Chef de l'État | [ комм. 12 ] | [ 11 ] [ 12 ] |
|            | 18 апреля 1992   | Маауйя ульд Сид Ахмед Тайя (1941—) араб. معاوية ولد سيد أحمد الطايع‎                                             | 3 августа 2005   | Социал-демократическая республиканская партия | 1992                          | Президент Республики араб. رئيس الجمهورية‎ | | [ 11 ] [ 12 ] |
| 1997       | 18 апреля 1992   | Маауйя ульд Сид Ахмед Тайя (1941—) араб. معاوية ولد سيد أحمد الطايع‎                                             | 3 августа 2005   | Социал-демократическая республиканская партия |                               | Президент Республики араб. رئيس الجمهورية‎ | | [ 11 ] [ 12 ] |
| 2003       | 18 апреля 1992   | Маауйя ульд Сид Ахмед Тайя (1941—) араб. معاوية ولد سيد أحمد الطايع‎                                             | 3 августа 2005   | Социал-демократическая республиканская партия |                               | Президент Республики араб. رئيس الجمهورية‎ | | [ 11 ] [ 12 ] |
| 6          |                  | Эли ульд Мухаммед Валль (1953—2017) араб. إعلي ولد محمد فال‎                                                     | 3 августа 2005   | 19 апреля 2007                                | военный                       | [ комм. 14 ] | Председатель Военного совета за справедливость и демократию, глава государства араб. رئيس المجلس العسكري للعدالة والديمقراطية، رئيس الدولة‎                    | [ 13 ] [ 14 ] |
| 7          |                  | Сиди Мухаммед ульд Шейх Абдуллахи (1938—2020) араб. سيدي محمد ولد الشيخ عبد الله‎                                | 19 апреля 2007   | 6 августа 2008                                | беспартийный                  | 2007 | Президент Республики араб. رئيس الجمهورية‎ | [ 15 ] [ 16 ] |
| 8 (I)      |                  | Мухаммед ульд Абдель-Азиз (1956—) араб. محمد ولد عبد العزيز‎                                                     | 6 августа 2008   | 15 апреля 2009                                | военный                       | [ комм. 17 ] | Председатель Высшего государственного совета и глава государства араб. رئيس المجلس الاعلى للدولة ورئيس الدولة‎                                                 | [ 17 ] [ 18 ] |
| и. о.      |                  | Ба Мамаду Мбаре (1946—2013) араб. با ممدوالملقب آمباري‎                                                          | 15 апреля 2009   | 5 августа 2009                                | беспартийный                  | [ комм. 18 ] | Председатель Сената, временный Президент Республики араб. رئيس مجلس الشيوخ، رئيس الجمهورية بالنيابة‎                                                           | [ 19 ]        |
| 8 (II—III) |                  | Мухаммед ульд Абдель-Азиз (1956—) араб. محمد ولد عبد العزيز‎                                                     | 5 августа 2009   | 2 августа 2014                                | Союз за республику            | 2009 | Президент Республики араб. رئيس الجمهورية‎ | [ 17 ] [ 18 ] |
| 8 (II—III) | 2 августа 2014   | Мухаммед ульд Абдель-Азиз (1956—) араб. محمد ولد عبد العزيز‎                                                     | 1 августа 2019   | 2014                                          | Союз за республику            | | Президент Республики араб. رئيس الجمهورية‎ | [ 17 ] [ 18 ] |
| и. о.      |                  | Мулайе ульд Мухаммед Лагдаф (1957—) араб. مولاي ولد محمد لغظف‎                                                   | 14 октября 2012  | 24 ноября 2012                                | беспартийный                  | [ комм. 19 ] | Премьер-министр араб. الوزير الأول‎ | [ 20 ]        |
| 9 (I—II)   |                  | Мухаммед ульд аш-Шейх аль-Газуани (1956—) араб. محمد ولد الشيخ الغزواني‎                                         | 1 августа 2019   | 1 августа 2024                                | Союз за республику            | 2019 | Президент Республики араб. رئيس الجمهورية‎ | [ 21 ] [ 22 ] |
| 9 (I—II)   | 1 августа 2024   | Мухаммед ульд аш-Шейх аль-Газуани (1956—) араб. محمد ولد الشيخ الغزواني‎                                         | действующий      | Партия справедливости                         | 2024                          | | Президент Республики араб. رئيس الجمهورية‎ | [ 21 ] [ 22 ] |